# Robert Cohen (Cellist)
Robert Cohen (* 15. Juni 1959 in London) ist ein britischer Cellist und Musikpädagoge.

## Leben
Der Sohn des Geigers Raymond Cohen war Schüler von William Pleeth, Jacqueline du Pré, André Navarra und Mstislaw Rostropowitsch. Zwölfjährig debütierte er in der Royal Festival Hall mit Luigi Boccherinis Cellokonzert. Bei EMI nahm er neunzehnjährig seine erste CD auf. Die Einspielung von Edward Elgars Cellokonzert erreichte mit mehr als 250.000 verkauften Exemplaren den Status einer Silbernen Schallplatte. Bei Labels wie EMI, Deutsche Grammophon und Decca Records erschienen in den Folgejahren Aufnahmen von den Cellosuiten Johann Sebastian Bachs über die klassischen Cellokonzerte bis hin zu Morton Feldmans Konzert, außerdem auch von Sally Beamishs ihm gewidmeten Konzert River (mit der Academy of St. Martin in the Fields), von Benjamin Brittens Cello Symphony mit dem London Philharmonic Orchestra unter Roger Norrington und Brittens Sonate für Klavier und Cello (mit dem Pianisten Peter Donohoe).
In Konzerten trat Cohen unter Dirigenten wie Claudio Abbado, Kurt Masur, Riccardo Muti und Simon Rattle, Antal Dorati, Mark Elder, Mariss Jansons, Charles Mackerras, Jerzy Maksymiuk, Roger Norrington, Tadaaki Ōtaka, Stanisław Skrowaczewski, Michael Tilson Thomas und Osmo Vänskä auf, als Kammermusiker arbeitete er u. a. mit dem Geiger Yehudi Menuhin, dem Komponisten HK Gruber, dem Lyriker und Nobelpreisträger Seamus Heaney und dem Amadeus String Quartet zusammen. 1989 gründete er das Charleston Manor Festival, das er bis 2012 leitete. Von 2011 bis 2018 war er Mitglied des Fine Arts Quartet.
Als Lehrer gibt Cohen weltweit Kurse und Meisterklassen, u. a. an der University of Cambridge, bei der American String Teachers Association in Washington und bei Festivals in Kanada, China, Finnland, Polen, Schweden, der Slowakei und in den USA. Im Jahr 2006 gründete er die The Cohen Lectures, eine Folge von jährlich sechs Musikkursen. Seit 2010 ist er Professor für Cello an der Royal Academy of Music in London. 2016 leitete er die Solistenkurse an der Accademia Perosi in Italien.